# Чанчар, Влатко
Влатко Чанчар (словен. Vlatko Čančar; род. 10 апреля 1997[…], Копер) — словенский профессиональный баскетболист, играющий на лёгкого форварда. 

## Профессиональная карьера

### «Унион» (2015—2016)
16 апреля 2015 года Чанчар подписал пятилетний контракт с «Унионом».

### «Мега» (2016—2018)
30 июня 2016 года Чанчар покинул «Унион» и подписал контракт с сербской клубом «Мега».

### «Сан-Пабло Бургос» (2018—2019)
13 марта 2018 года Чанчар был отдан в аренду в «Сан-Пабло Бургос». 13 июня Чанчар подписал контракт с испанским клубом на постоянной основе ещё на два сезона.

### «Денвер Наггетс» (2019—н.в.)
22 июня 2017 года Чанчар был выбран под общим 49-м номером на драфте НБА 2017 года командой «Денвер Наггетс».
2 августа 2019 года Чанчар подписал контракт новичка с «Наггетс».
13 мая 2021 года Чанчар набрал рекордные в карьере 14 очков в победной игре против «Миннесота Тимбервулвз» (114:103).
3 января 2022 года, во время проигрышной игры против «Даллас Маверикс» (89:103), Чанчар получил травму правой стопы. Два дня спустя у него диагностировали перелом правой пятой плюсневой кости. 7 января Чанчар перенёс операцию и был исключен как минимум на три месяца. 10 апреля в финале регулярного сезона Чанчар вернулся в «Наггетс» и отыграл рекордные для сезона 24 минуты в проигранном в овертайме матче с «Лос-Анджелес Лейкерс». Чанчар набрал 2 очка, сделал 8 подборов и 4 результативные передачи в своей последней игре регулярного сезона.
7 июля 2022 года Чанчар вновь подписал трехлётний контракт с «Наггетс» .
23 ноября 2022 года Чанчар набрал рекордные в карьере 20 очков, а также 4 подбора, 5 передач и 3 блок-шота в матче против «Оклахома-Сити Тандер», завершившемся победой в овертайме.
В июне 2023 года Чанчар выиграл чемпионат НБА, когда «Наггетс» победили «Майами Хит» в финале НБА 2023 года. В течение сезона он сыграл в 60 играх, почти 15 минут за игру, и набирал примерно 5 очков за игру. В пяти играх финала НБА он сыграл 29 секунд в сумме.
9 июля 2024 года Чанчар повторно подписал контракт с «Наггетс».

## Карьера за сборную
Чанчар был в составе сборной Словении на победном чемпионате Европы 2017.
Чанчар представлял сборную Словении на летних Олимпийских играх 2020 года в Токио.

## Статистика

### Статистика в НБА
| Сезон                                                                                    | Команда | Регулярный сезон | Регулярный сезон | Регулярный сезон | Регулярный сезон | Регулярный сезон | Регулярный сезон | Регулярный сезон | Регулярный сезон | Регулярный сезон | Регулярный сезон | Регулярный сезон | Серия плей-офф | Серия плей-офф | Серия плей-офф | Серия плей-офф | Серия плей-офф | Серия плей-офф | Серия плей-офф | Серия плей-офф | Серия плей-офф | Серия плей-офф | Серия плей-офф |
| Сезон                                                                                    | Команда | GP               | GS               | MPG              | FG%              | 3P%              | FT%              | RPG              | APG              | SPG              | BPG              | PPG              | GP             | GS             | MPG            | FG%            | 3P%            | FT%            | RPG            | APG            | SPG            | BPG            | PPG            |
| ---------------------------------------------------------------------------------------- | ------- | ---------------- | ---------------- | ---------------- | ---------------- | ---------------- | ---------------- | ---------------- | ---------------- | ---------------- | ---------------- | ---------------- | -------------- | -------------- | -------------- | -------------- | -------------- | -------------- | -------------- | -------------- | -------------- | -------------- | -------------- |
| 2019/20                                                                                  | Денвер  | 14               | 0                | 3,2              | 40,0             | 16,7             | 100,0            | 0,7              | 0,2              | 0,1              | 0,1              | 1,2              | Не участвовал  | Не участвовал  | Не участвовал  | Не участвовал  | Не участвовал  | Не участвовал  | Не участвовал  | Не участвовал  | Не участвовал  | Не участвовал  | Не участвовал  |
| 2020/21                                                                                  | Денвер  | 41               | 1                | 6,9              | 45,8             | 27,3             | 76,9             | 1,2              | 0,3              | 0,3              | 0,0              | 2,1              | 5              | 0              | 4,2            | 100,0          | 100,0          | 80,0           | 0,6            | 0,2            | 0,2            | 0,2            | 2,2            |
| 2021/22                                                                                  | Денвер  | 15               | 1                | 11,7             | 56,1             | 58,3             | 64,3             | 2,1              | 1,1              | 0,1              | 0,2              | 4,1              | 2              | 0              | 4,5            | 66,7           | 50,0           | -              | 1,0            | 0,5            | 0,0            | 0,0            | 2,5            |
| 2022/23                                                                                  | Денвер  | 60               | 9                | 14,8             | 47,6             | 37,4             | 92,7             | 2,1              | 1,3              | 0,4              | 0,2              | 5,0              | 5              | 0              | 2,0            | 0,0            | 0,0            | -              | 0,6            | 0,2            | 0,0            | 0,0            | 0,0            |
|                                                                                          | Всего   | 130              | 11               | 10,7             | 47,9             | 36,1             | 84,7             | 1,7              | 0,9              | 0,3              | 0,2              | 3,5              | 12             | 0              | 3,3            | 45,5           | 28,6           | 80,0           | 0,7            | 0,3            | 0,1            | 0,1            | 1,3            |
| Наведите курсор мыши на аббревиатуры в заголовке таблицы, чтобы прочесть их расшифровку. |         |                  |                  |                  |                  |                  |                  |                  |                  |                  |                  |                  |                |                |                |                |                |                |                |                |                |                |                |